# Kerris Dorsey

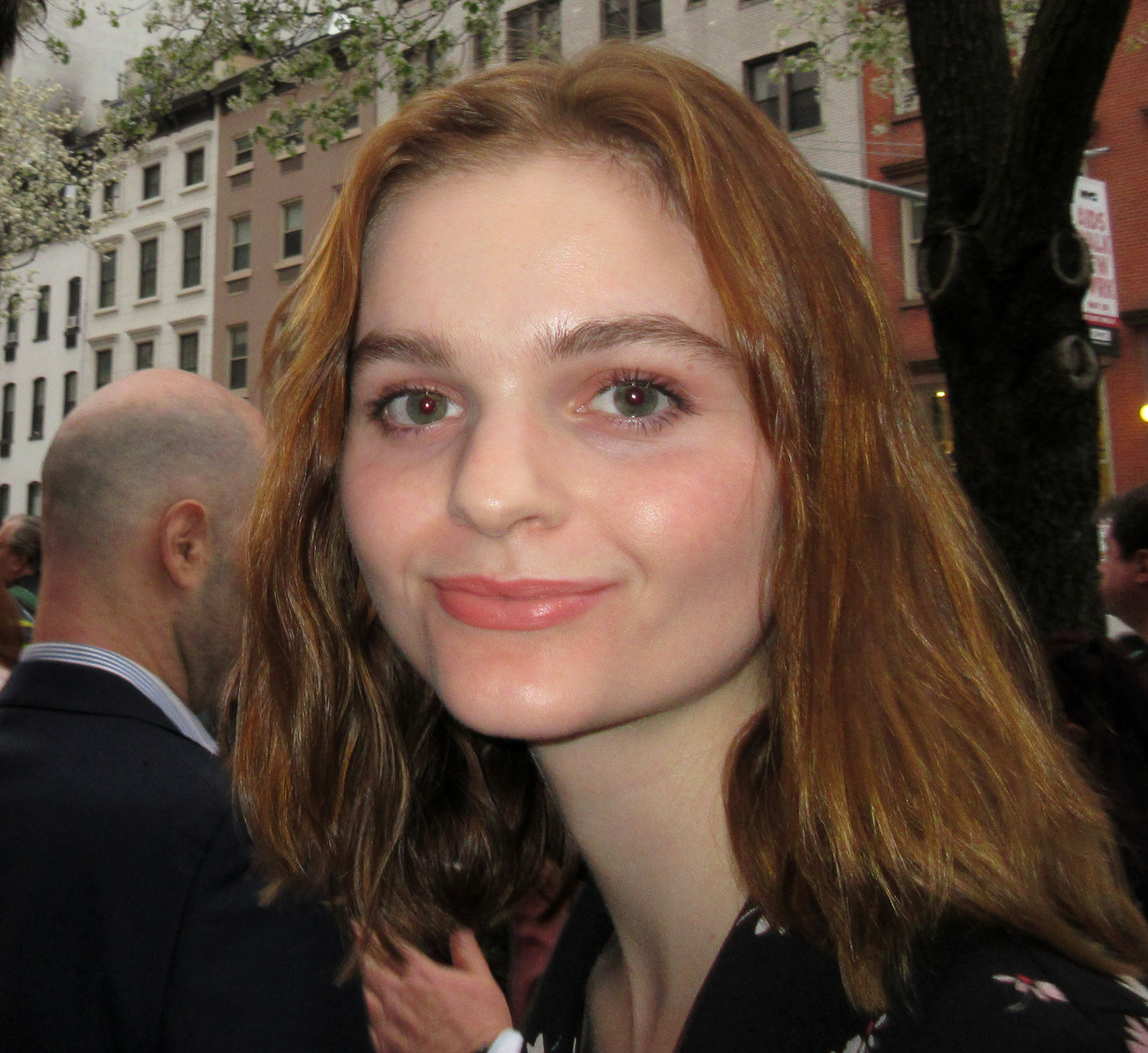
Kerris Dorsey (2018)

Kerris Dorsey (* 9. Januar 1998 in Los Angeles, Kalifornien, als Kerris Lilla Dorsey) ist eine US-amerikanische Schauspielerin. Zu ihren bekanntesten Rollen zählen die als Paige Whedon in der Serie Brothers & Sisters (2006–2011), als Casey Beane in Die Kunst zu gewinnen – Moneyball (2011) und als Bridget Donovan in Ray Donovan (2013–2020).

## Leben und Karriere
Kerris Dorsey wurde im Januar 1998 in der kalifornischen Großstadt Los Angeles geboren. Sie begann ihre Schauspielkarriere im Alter von sechs Jahren mit Werbespots für Hallmark, Safeway, State Farm und KFC. Ihr Filmdebüt gab sie 2005 als Kathy Cash in der Filmbiografie Walk the Line, gefolgt von der Rolle als Zoe in der Liebeskomödie Solange du da bist. 2006 übernahm sie eine kleine Gastrolle neben Tori Spelling in der Sitcom So NoTORIous. 2006 war sie ebenfalls in zwei Episoden der Krimiserie Vanished zu sehen und begann ihre Rolle als Paige Whedon in der ABC-Dramedy-Fernsehserie Brothers & Sisters. In der Serie spielte Dorsey bis zum Serienende im Jahr 2011 in insgesamt 91 Episoden mit und gehörte in den ersten vier Staffeln zur Hauptbesetzung, während sie in der fünften Staffel Nebendarstellerin war. Während dieser Zeit übernahm sie auch kleinere Rollen in den Fernsehserien Medium – Nichts bleibt verborgen (2007), Carpoolers (2008), Sons of Anarchy (2011) und R. L. Stine’s The Haunting Hour (2011). 2009 und 2011 stand sie außerdem in den beiden Filmen Fuel und JumpRopeSprint in Hauptrollen vor der Kamera.
Ebenfalls 2011 schlüpfte Dorsey im Sportdrama Die Kunst zu gewinnen – Moneyball in die Rolle von Billy Beanes (Brad Pitt) Tochter, Casey Beane. In dem Film covert sie The Show, den Debütsong der australischen Sängerin Lenka. 2012 war sie in der Rolle der Josie Myers im sechsten Film der American-Girl-Filmserie, An American Girl: McKenna Shoots For the Stars, zu sehen, der als Direct-to-DVD und -Blu-ray veröffentlicht wurde. Noch im selben Jahr absolvierte sie jeweils einen Gastauftritt in der Disney-Jugendserie Shake It Up – Tanzen ist alles und der Comedyserie Apartment 23. Im Oktober 2012 spielte sie neben Olivia Holt und Brendan Meyer im Disney Channel Original Movie Monster gegen Mädchen die Rolle der Sadie. Von 2013 bis 2020 stand Dorsey für die Showtime-Serie Ray Donovan als Bridget Donovan, die Tochter der titelgebenden Figur (gespielt von Liev Schreiber), vor der Kamera.
2014 verkörperte sie Emily Cooper in der Filmkomödie Die Coopers – Schlimmer geht immer, einer Adaption des im Original gleichnamigen Kinderbuchs von Judith Viorst aus dem Jahr 1972.

## Filmografie (Auswahl)
- 2005: Walk the Line
- 2005: Solange du da bist (Just Like Heaven)
- 2006: So NoTORIous (Fernsehserie, Episode 1x08)
- 2006: Monk (Fernsehserie, Episode 4x12)
- 2006: Scrubs – Die Anfänger (Scrubs, Fernsehserie, Episode 5x03)
- 2006: Vanished (Fernsehserie, 2 Episoden)
- 2006–2011: Brothers & Sisters (Fernsehserie, 91 Episoden)
- 2007: Medium – Nichts bleibt verborgen (Medium, Fernsehserie, Episode 3x19)
- 2008: Carpoolers (Fernsehserie, 2 Episoden)
- 2009: Fuel
- 2011: JumpRopeSprint
- 2011: Sons of Anarchy (Fernsehserie, Episode 4x01)
- 2011: Die Kunst zu gewinnen – Moneyball (Moneyball)
- 2011: R. L. Stine’s The Haunting Hour (Fernsehserie, Episode 2x12)
- 2012: An American Girl: McKenna Shoots for the Stars
- 2012: Shake It Up – Tanzen ist alles (Shake It Up, Fernsehserie, Episode 2x14)
- 2012: Apartment 23 (Don’t Trust the B---- in Apartment 23, Fernsehserie, Episode 1x03)
- 2012: Monster gegen Mädchen (Girl vs. Monster, Fernsehfilm)
- 2013–2020: Ray Donovan (Fernsehserie, 75 Episoden)
- 2014: Die Coopers – Schlimmer geht immer (Alexander and the Terrible, Horrible, No Good, Very Bad Day)
- 2016: Don’t Tell Kim
- 2017: Totem
- 2022: Ray Donovan: The Movie (Fernsehfilm)